# Les Misérables (2012)
Les Misérables ist eine britische Verfilmung des gleichnamigen Musicals, das wiederum auf dem Roman Die Elenden (Original französisch: Les Misérables) von Victor Hugo basiert. Regie führte Tom Hooper nach einem Drehbuch von William Nicholson, Alain Boublil, Claude-Michel Schönberg und Herbert Kretzmer, die Hauptrollen sind mit Hugh Jackman, Russell Crowe, Anne Hathaway, Eddie Redmayne, Amanda Seyfried, Sacha Baron Cohen, Helena Bonham Carter, Samantha Barks und Aaron Tveit besetzt.
Frühe Pläne zu einer Filmversion des Musicals existierten seit den späten 1980er Jahren. Nach der konzertanten Aufführung anlässlich des 25. Jubiläums des Musicals (in der revidierten Fassung von 1985) am 3. Oktober 2010 gab Produzent Cameron Mackintosh die Wiederaufnahme des Vorhabens bekannt. Hooper und Nicholson wurden im März 2011 für Regie und Drehbuch engagiert, die Hauptrollen im Verlauf desselben Jahres besetzt. Die Dreharbeiten begannen am 8. März 2012 und endeten am 23. Juni 2012. Der Film wurde am 23. November 2012 in New York uraufgeführt. Der offizielle Kinostart in den Vereinigten Staaten erfolgte am 25. Dezember 2012, nachdem zuvor der 14. Dezember angekündigt worden war. Im deutschsprachigen Raum war der Film ab dem 21. Februar 2013 zu sehen.

## Handlung
Jean Valjean wird von Inspektor Javert aus dem Zuchthaus entlassen, in dem er 19 Jahre verbüßte, weil er einst für den Sohn seiner Schwester Brot gestohlen und mehrere Fluchtversuche unternommen hatte. Nach seiner Entlassung versucht Valjean in einem Gasthaus Unterkunft zu finden. Er wird jedoch überall abgewiesen, bis er Zuflucht beim Bischof von Digne findet. Valjean verschwindet mitten in der Nacht und stiehlt das Silber des Bischofs. Er wird aber gefasst, bevor der Bischof angibt, er habe Valjean das Silber geschenkt. Jahre später hat er sich eine neue Existenz als Bürgermeister („Le Maire“) einer Stadt aufgebaut. Als die junge Fantine in seinem Beisein im Krankenhaus stirbt und er von Javert wiedererkannt wird, flieht er. Auf der Flucht nimmt er Fantines Tochter Cosette zu sich und begibt sich mit ihr nach Paris.
Als sich Cosette dort in den Studenten Marius Pontmercy verliebt, geraten Valjean und Javert während des Juniaufstands 1832 erneut aneinander. Während Valjean den bewusstlosen Marius vor dem Tod bewahren kann, begeht Javert Selbstmord, indem er sich in die Seine stürzt. Valjean verlässt Cosette heimlich, gesteht Marius aber seine Vergangenheit, verbietet ihm aber mit ihr darüber zu sprechen, weil sie niemals etwas über seine Vergangenheit erfahren soll, da er Angst hat, dass sie ihn dann verachten würde.
Während der Hochzeit mit Cosette erkennt Marius, dass es Valjean war, der ihm das Leben gerettet hat, und die beiden machen sich auf den Weg zu ihm. Sie finden ihn in dem Kloster, in dem er nach seiner Zeit im Zuchthaus Unterschlupf gesucht hatte. Geschwächt durch die vorherige Flucht vor den Geschehnissen während des Aufstandes und die Trennung von Cosette ist er am Ende seiner Kraft. Valjean stirbt und wird von Fantine ins Jenseits begleitet.

## Besetzung

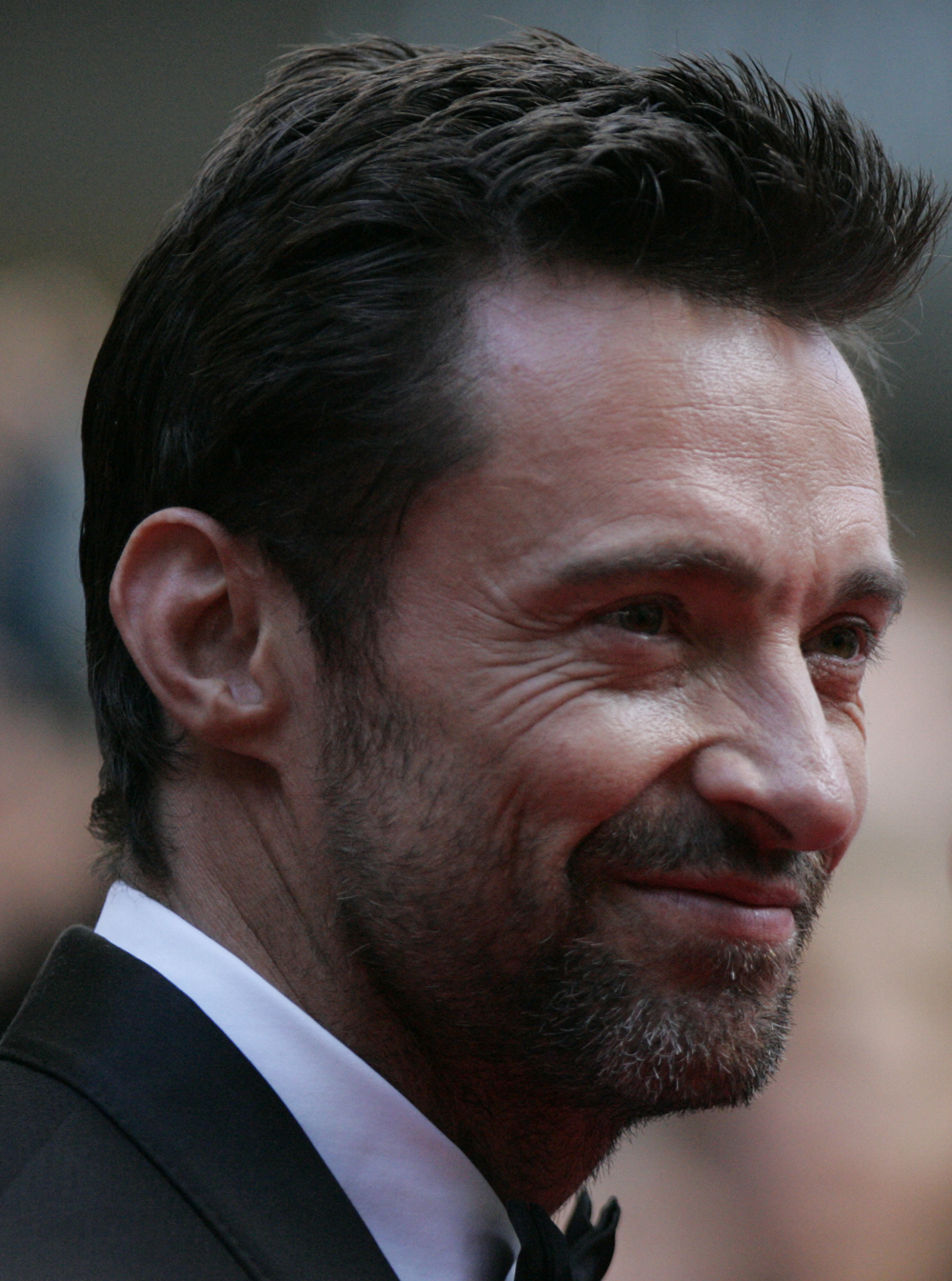
Hauptdarsteller Hugh Jackman bei der Premiere in Sydney

- Hugh Jackman als Jean Valjean, ein nach 19 Jahren Gefangenschaft entlassener Ex-Sträfling, der sein ganzes Leben mit dieser Vergangenheit kämpft.
- Russell Crowe als Inspektor Javert, ein Polizist auf der Suche nach Valjean.
- Anne Hathaway als Fantine, eine Arbeiterin mit einer unehelichen Tochter.
- Eddie Redmayne als Marius Pontmercy, ein Jurastudent, der sich in Cosette verliebt. Um sich auf die Rolle vorzubereiten, nahm Redmayne Gesangsunterricht.[8]
- Amanda Seyfried als Cosette, Fantines uneheliche Tochter, die von Valjean adoptiert wird und sich in Marius verliebt.
- Sacha Baron Cohen und Helena Bonham Carter als das Ehepaar Thénardier, Schankwirte, die Cosette zu sich nehmen, um das Kind schamlos auszubeuten.
- Samantha Barks als Éponine, Tochter der Thénardiers, die sich ebenfalls in Marius verliebt, ohne von diesem beachtet zu werden. Barks hatte diese Rolle mehrmals auf der Bühne gespielt (London 2010–2011 und 25th Anniversary Concert).
- Aaron Tveit als Enjolras, Anführer einer revolutionären Studentengruppe Les amis de l’ABC.
- Colm Wilkinson als der Bischof von Digne, der den ausgestoßenen Valjean bei sich aufnimmt und ihn dazu bringt, sein Leben zu ändern. Wilkinson sang die Rolle des Valjean bei der Uraufführung 1985 und danach noch in mindestens sechs weiteren Produktionen.[9]
- George Blagden als Grantaire, ein Student der Studentengruppe Les amis de l’ABC, welcher den Skeptiker der Revolutionäre und den Gegenpart zu Enjolras darstellt.

Weiterhin sind Darsteller in kleineren Rollen zu sehen, die bereits in Bühnenproduktionen des Musicals mitspielten, unter anderem: Frances Ruffelle (eine Prostituierte), Ashley Artus (ein Zuhälter), Lynne Wilmot (eine Prostituierte), Kelly-Anne Gower (Gast in Thénardiers Schänke), Julia Worsley (eine Prostituierte), Jonny Purchase (ein Student), John Barr (Sträfling #5), Ryan Laskey, Stevee Davies, Jos Slovick, Mary Cormack (eine Prostituierte), Linzi Hateley (eine Prostituierte), Sara Pelosi (eine Prostituierte), Alice Fearn (eine Fabrikarbeiterin, die zu Fantines Entlassung beiträgt), Josef Altin (ein Sträfling), Caroline Sheen (eine Fabrikarbeiterin), Hadley Fraser (ein Offizier), Gemma Wardle, Katy Secombe, Gina Beck, Adebaya Bolaji (ein Matrose), Alexia Khadime, Hannah Waddingham, Daniel Evans (Zuhälter), Katie Hall, Nancy Sullivan, Jacqui Dankworth (eine Fabrikarbeiterin), Clare Foster, Adrian Scarborough, Kerry Ellis (Gast in Thénardiers Schänke), Alison Jiear, Mike Donovan (Gast in Thénardiers Schänke) und Kerry Ingram.

### Deutsche Synchronfassung
Die deutsche Synchronisation erfolgte durch die Interopa Film GmbH in Berlin. Dialogregie führte Christoph Cierpka nach dem Dialogbuch von Alexander Löwe.
| Rolle              | Schauspieler         | Deutscher Sprecher |
| ------------------ | -------------------- | ------------------ |
| Jean Valjean       | Hugh Jackman         | Thomas Nero Wolff  |
| Inspektor Javert   | Russell Crowe        | Martin Umbach      |
| Cosette            | Amanda Seyfried      | Magdalena Turba    |
| Marius Pontmercy   | Eddie Redmayne       | Raúl Richter       |
| Fantine            | Anne Hathaway        | Marie Bierstedt    |
| Thénardier         | Sacha Baron Cohen    | Felix Goeser       |
| Madame Thénardier  | Helena Bonham Carter | Melanie Pukaß      |
| Éponine Thénardier | Samantha Barks       | Katharina Rivilis  |
| Enjolras           | Aaron Tveit          | Tim Knauer         |

## Soundtrack
| Nr | Titel                           | Interpret           |
| -- | ------------------------------- | ------------------- |
| 1  | Look Down                       | Hugh Jackman        |
| 2  | The Bishop                      | Colm Wilkinson      |
| 3  | Valjean’s Soliloquy             | Hugh Jackman        |
| 4  | At the End of the Day           | Hugh Jackman        |
| 5  | I Dreamed a Dream               | Anne Hathaway       |
| 6  | The Confrontation               | Hugh Jackman        |
| 7  | Castle on a Cloud               | Isabelle Allen      |
| 8  | Master of the House             | Sacha Baron Cohen   |
| 9  | Suddenly                        | Hugh Jackman        |
| 10 | Stars                           | Russell Crowe       |
| 11 | ABC Café/Red & Black            | Eddie Redmayne      |
| 12 | In My Life/A Heart Full of Love | Amanda Seyfried     |
| 13 | On My Own                       | Samantha Barks      |
| 14 | One Day More                    | Les Misérables Cast |
| 15 | Drink With Me                   | Aaron Tveit         |
| 16 | Bring Him Home                  | Hugh Jackman        |
| 17 | The Final Battle                | Les Misérables Cast |
| 18 | Javert’s Suicide                | Russell Crowe       |
| 19 | Empty Chairs At Empty Tables    | Eddie Redmayne      |
| 20 | Epilogue                        | Les Misérables Cast |

## Produktion
Bereits 1988 war Alan Parker als Regisseur für einen Musicalfilm in Betracht gezogen worden. 1991 unterschrieb jedoch Bruce Beresford einen entsprechenden Vertrag, und 1992 hieß es, dass Tri-Star Pictures den Film produzieren sollten; das Projekt wurde jedoch wenig später aufgegeben. 2005 bestätigte Mackintosh, dass von seiner Seite weiterhin Interesse an einer Filmadaptation bestünde.
Schließlich enthielt die DVD bzw. Blu-ray des „25th Anniversary Concert“, der konzertanten Aufführung anlässlich des 25. Jubiläums der Uraufführung der revidierten Fassung von 1985 (Uraufführung der originalen Fassung war 1980), den Hinweis, dass neue Pläne für eine Adaption beständen.
Im März 2011 wurden Tom Hooper und William Nicholson für Regie und Drehbuch unter Vertrag genommen. Im Juni 2011 begannen Mackintosh und Working Title Films die Produktion. Noch im selben Monat waren Hugh Jackman und Paul Bettany als Valjean und Javert im Gespräch. Ebenfalls angesprochen wurden Anne Hathaway und Helena Bonham Carter.
Im September 2011 wurden die Rollen von Valjean und Javert schließlich mit Jackman und Russell Crowe besetzt. Etwa zur selben Zeit wurde mit dem 7. Dezember 2012 ein vorläufiges Datum für den Kinostart bekannt gegeben. Im Oktober wurde die Besetzung der Rolle der Fantine mit Anne Hathaway bestätigt. Im November wurde die Besetzungsliste um Eddie Redmayne als Marius erweitert, während für die Rolle der Éponine Lea Michele, Taylor Swift, Scarlett Johansson und Evan Rachel Wood in Betracht gezogen wurden. Im Dezember fand das Casting für die Rolle der Cosette in New York City statt. Im selben Monat gab Hooper bekannt, dass der Film nicht in 3D gedreht werde und etwa zweieinhalb Stunden dauern solle. Wenige Tage später wurde erstmals über Sacha Baron Cohen als Thénardier und über Aaron Tveit als Enjolras gemunkelt. Ebenfalls im Dezember gab Jackman bekannt, dass Proben im Januar beginnen sollten. Gleichzeitig wurde bestätigt, dass die Schauspieler live singen sollten und die Lieder nicht bereits vorher aufgenommen werden sollten.
Im Januar 2012 wurde Amanda Seyfried die Rolle der Cosette und angeblich Taylor Swift die Rolle der Éponine angeboten, was wenig später von Swift dementiert wurde. Am 12. Januar bestätigte Redmayne, dass Seyfried Cosette und Helena Bonham Carter Madame Thénardier spielen würden. Auch bestätigte Hooper, dass er sich an die durchkomponierte Form des Musicals halten und wenig zusätzlichen Dialog einbauen wolle. Wenig später bestätigte die offizielle Webseite des Musicals die Besetzung von Tveit und Seyfried ebenso wie die Mitarbeit von Colm Wilkinson (Bischof von Digne) und Frances Ruffelle (ein „leichtes Mädchen“). Beide hatten in der Uraufführung des Musicals mitgewirkt; Wilkinson als Valjean und Ruffelle als Éponine. Schließlich wurde auch noch die Besetzung der Rolle des Grantaire mit George Blagden bekannt gegeben.
Am Ende des Monats trat Mackintosh während des Schlussapplauses einer Vorstellung des Musicals Oliver! im Palace Theatre in Manchester auf die Bühne und verkündete, dass die Sängerin der Nancy, Samantha Barks, ihre Rolle als Éponine für den Film wieder aufnehmen würde. In einem Interview mit der BBC gab Hooper bekannt, dass Claude-Michel Schönberg, der Komponist des Musicals, ein neues Stück sowie neue Zwischenmusik komponiere.
Im Februar 2012 fanden Vorsprechen für die Besetzungen der kleineren Rollen in Rochester und Chatham statt. Einige Tage später gab Mackintosh offiziell bekannt, dass Helena Bonham Carter die Rolle der Mme Thénardier übernehmen und dass der Titel des neuen Liedes Suddenly sein würde. Am Ende des Monats wurde auch das Gerücht über die Besetzung der Rolle des Thénardier mit Sacha Baron Cohen bestätigt, ebenso Daniel Huttlestone als Gavroche.

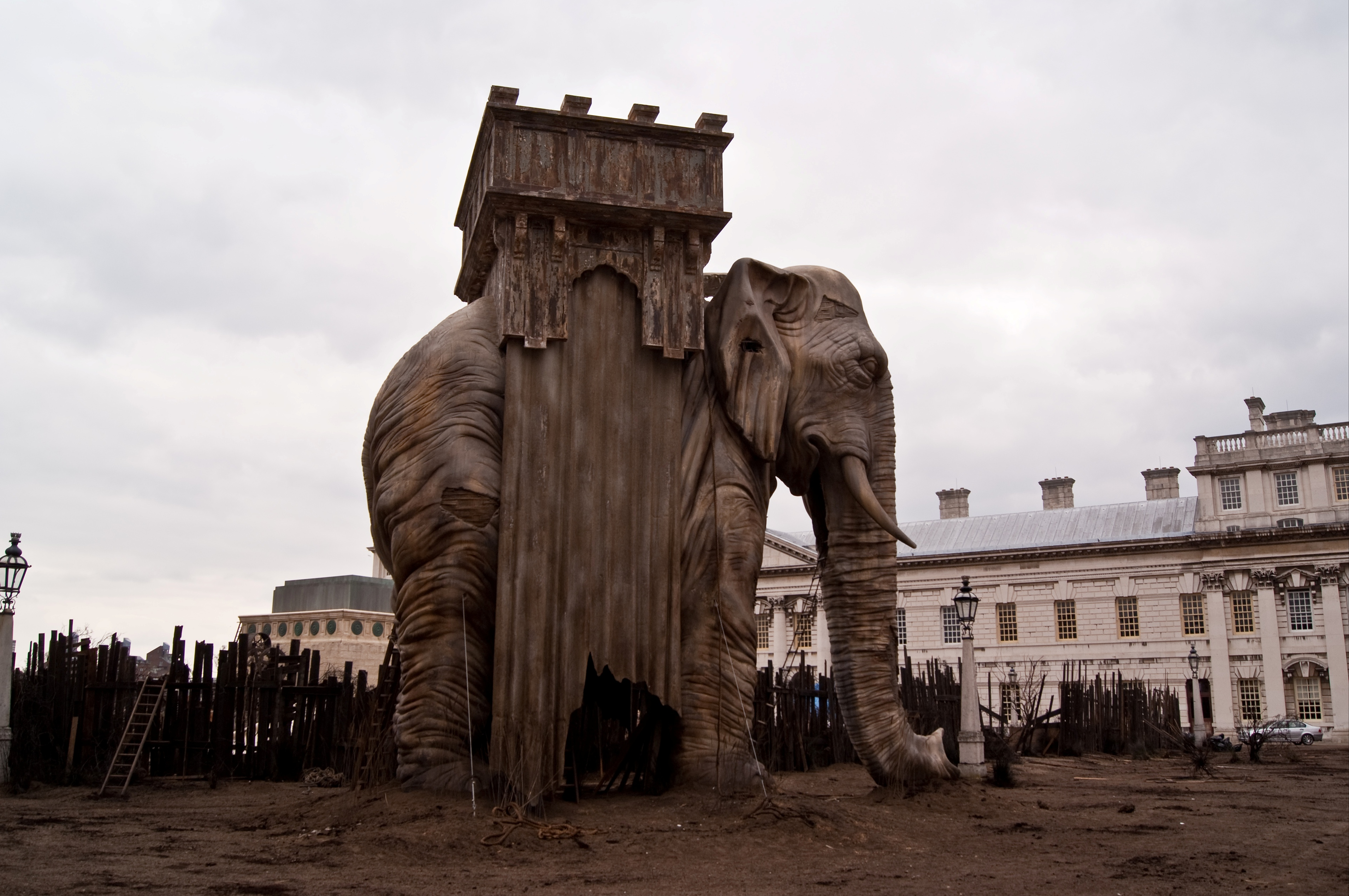
Nachgebauter Elefant der Bastille

Den Dreharbeiten gingen neunwöchige Proben voraus, und Hugh Jackman und Anne Hathaway nahmen in Vorbereitung auf ihre Rollen 12,5 bzw. 15 kg ab. Die Dreharbeiten begannen schließlich am 8. März 2012 in Frankreich. Weitere Drehorte waren Portsmouth, Oxford und die Pinewood Studios in England. Innerhalb der folgenden Wochen wurde der Kinostart auf den 14. Dezember verschoben, und es gelangten die ersten Bilder der zwei Hauptdarsteller an die Öffentlichkeit. Auch wurden Listen mit teilnehmenden Sängern veröffentlicht, die bereits bei diversen Aufführungen des Musicals mitgewirkt hatten. Im April wurden am Old Royal Naval College in Greenwich die Kulissen für diverse Szenen in Paris sowie die Barrikaden aufgebaut, unter anderem ein Nachbau des Elefanten der Bastille, den Gavroche im Roman als Zufluchtsort gewählt hat. Wenig später erregte Anne Hathaway Aufsehen, als Bilder von ihr mit sehr kurzen Haaren auftauchten, da Fantine ihre Haare verkauft, um für ihre Tochter bezahlen zu können.
Das Besondere an dieser Produktion ist, dass erstmals die Vocals einer vollständigen Musicalverfilmung komplett am Set aufgenommen wurden und nicht, wie sonst üblich, schon einige Monate vorher im Studio eingesungen wurden. Die Darsteller wurden am Set von einem Pianisten begleitet, der sich nach Tempo und Interpretation der einzelnen Darsteller richtete. In der Postproduktion wurde dann das Orchester hinzugefügt.

## Rezeption

### Einspielergebnis
Die 61 Mio. US-Dollar (47 Mio. Euro) teure Produktion spielte weltweit knapp 442 Mio. US-Dollar (378 Mio. Euro) ein, davon knapp 149 Mio. US-Dollar (127 Mio. Euro) allein in den Vereinigten Staaten. In Deutschland spielte der Film über 6,1 Mio. USD (5,2 Mio. Euro) ein, davon etwa 1,5 Mio. USD (1,3 Mio. Euro) am Startwochenende, die Einnahmen in Österreich belaufen sich auf 0,8 Mio. Euro.
Les Misérables steht damit (im Mai 2013) auf Platz 3 der erfolgreichsten Musicalfilme nach Grease und Chicago, und hat nach Sherlock Holmes den zweitbesten Start an Weihnachten.

### Kritiken
Der Film erhielt insgesamt überwiegend positive Kritiken. Bei Metacritic.com erreicht er 63 von 100 Punkten, basierend auf 41 professionellen Kritiken, sowie 7,3 von 10 Punkten in der Zuschauerbewertung.
Auf dem Tomatometer von Rotten Tomatoes erhält Les Misérables 70 % basierend auf 224 Kritiken.

### Auszeichnungen
Noch vor der Premiere von Les Misérables wurden beim Hollywood Film Festival Ende Oktober 2012 die Filmproduzenten Tim Bevan, Cameron Mackintosh, Eric Fellner und Debra Hayward („Producer of the Year“), Éponine-Darstellerin Samantha Barks („Spotlight Award“) sowie der Filmtrailer preisgekrönt. Ebenso wurde Nebendarstellerin Anne Hathaway mit einer Vielzahl an Preisen ausgezeichnet.
Oscarverleihung 2013
- Bestes Make-up und beste Frisuren – Lisa Westcott, Julie Dartnell
- Beste Nebendarstellerin – Anne Hathaway
- Bester Ton – Andy Nelson, Mark Paterson, Simon Hayes
- weitere Nominierungen:
  - Bester Film – Tim Bevan, Eric Fellner, Debra Hayward, Cameron Mackintosh
  - Bester Hauptdarsteller – Hugh Jackman
  - Bestes Szenenbild – Eve Stewart, Anna Lynch-Robinson
  - Bestes Kostümdesign – Paco Delgado
  - Bester Song – Claude-Michel Schönberg, Herbert Kretzmer, Alain Boublil für Suddenly

Golden Globe Awards 2013
- Bester Film – Komödie oder Musical – Tom Hooper
- Bester Hauptdarsteller – Komödie oder Musical – Hugh Jackman
- Beste Nebendarstellerin – Anne Hathaway
- weitere Nominierungen:
  - Bester Filmsong – Claude-Michel Schönberg für Suddenly

British Academy Film Awards 2013
- Beste Nebendarstellerin – Anne Hathaway
- Bester Ton – Simon Hayes, Andy Nelson, Mark Paterson, Jonathan Allen, Lee Walpole, John Warhurst
- Beste Maske – Lisa Westcott
- Bestes Szenenbild – Eve Stewart, Anna Lynch-Robinson
- weitere Nominierungen:
  - Bester Film
  - Bester britischer Film
  - Bester Hauptdarsteller – Hugh Jackman
  - Beste Kamera – Danny Cohen
  - Beste Kostüme – Paco Delgado

Critics’ Choice Movie Awards 2013
- Beste Nebendarstellerin – Anne Hathaway
- weitere Nominierungen:
  - Bester Film
  - Bester Hauptdarsteller – Hugh Jackman
  - Bestes Schauspielensemble
  - Beste Regie – Tom Hooper
  - Beste Kamera – Danny Cohen
  - Bestes Szenenbild – Eve Stewart (Szenenbildnerin); Anna Lynch-Robinson (Set Decorator)
  - Bester Schnitt – Melanie Ann Oliver und Chris Dickens
  - Beste Kostüme – Paco Delgado
  - Bestes Make-up
  - Bestes Lied – Suddenly

Screen Actors Guild Awards 2013
- Beste Nebendarstellerin – Anne Hathaway
- weitere Nominierungen:
  - Bester Hauptdarsteller – Hugh Jackman
  - Bestes Schauspielensemble in einem Film
  - Bestes Stuntensemble in einem Film

Young Artist Awards 2013
- Beste Nebendarstellerin in einem Spielfilm – zehn Jahre oder jünger – Isabelle Allen
- weitere Nominierungen:
  - Bester Nebendarsteller in einem Spielfilm – Daniel Huttlestone

Satellite Awards 2012
- Beste Nebendarstellerin – Anne Hathaway
- Bester Filmsong – Suddenly
- Bestes Ensemble
- weitere Nominierungen:
  - Bester Film
  - Bester Hauptdarsteller – Hugh Jackman
  - Bester Nebendarsteller – Eddie Redmayne
  - Bester Filmschnitt
  - Bester Tonschnitt
  - Bestes Szenenbild
  - Bestes Kostümdesign

National Board of Review Award 2012
- Bestes Schauspielensemble

Deutsche Film- und Medienbewertung
- Prädikat „Besonders Wertvoll“[58]